# Hønefoss Ballklubb
L'Hønefoss Ballklubb è la principale società di calcio di Hønefoss, in Norvegia. Il club vanta origini antiche: è stato infatti fondato il 4 febbraio 1895. I colori sociali sono il nero e il verde. Milita nella 3. divisjon, la quarta serie del campionato norvegese di calcio.

## Strutture

### Stadio
L'AKA Arena, stadio dove il club gioca le proprie gare casalinghe, ha una capacità di 4256 spettatori, di cui circa 800 in piedi.

## Palmarès

### Competizioni nazionali
- 1. divisjon: 1

2011
- 3. divisjon: 1

2024 (gruppo 6)

### Altri piazzamenti
- Coppa di Norvegia:

Semifinalista: 2005
- 1. divisjon:

Secondo posto: 2009
- 2. divisjon:

Terzo posto: 2016 (gruppo 2)

## Allenatori e presidenti
L'elenco degli allenatori e dei presidenti dello Hønefoss è ricavato dal sito ufficiale. I dati riportati partono dal 1987.

| Allenatori - 1987-1988 Per Ulseth - 1988-1991 Terje Liknes - 1992 Kjell Ramberg - 1992-1993 Terje Liknes - 1994-1996 Pål Berg - 1997-2000 Roy Arild Fossum - 2000 Lars Tjærnås - 2001 Per Brogeland - 2001 Kenneth Rosén - 2002-2003 Lars Tjærnås - 2004-2006 Peter Engelbrektsson - 2007 Sverre Hansen Wold - 2008-2010 Ole Bjørn Sundgot - 2010 Tom Gulbrandsen e Reidar Vågnes - 2011-oggi Leif Gunnar Smerud | Presidenti - 1987-1988 Dagfinn Rian - 1989 Svein Berg - 1990-1992 Erik Johansen - 1993-1994 Kjell Kleiven - 1995 Trond Brennhovd - 1996 Svein Lafton - 1997-2004 Aage Thoresen - 2005-2007 Bjørn Aasen - 2008 Per Stamnes - 2008-2009 Terje Hval - 2009-2010 Ole Sannes - 2011 Anne Lise Rian - 2011-2012 Ivar Gunnar Lia |

## Organico

### Rosa 2017
Rosa aggiornata al 1º aprile 2017.
| N. |                      | Ruolo | Calciatore              |
| -- | -------------------- | ----- | ----------------------- |
| 1  | Norvegia (bandiera)  | P     | Alexander Pedersen      |
| 3  | Norvegia (bandiera)  | D     | Joakim Mohn Rishovd     |
| 4  | Svezia (bandiera)    | D     | Benjamin Omerović       |
| 5  | Islanda (bandiera)   | C     | Ásgeir Þór Ingólfsson   |
| 6  | Islanda (bandiera)   | C     | Marko Valdimar Janković |
| 7  | Danimarca (bandiera) | A     | Sami Kamel              |
| 8  | Norvegia (bandiera)  | C     | Håkon Langdalen         |
| 9  | Norvegia (bandiera)  | A     | Kenneth Diallo          |
| 10 | Danimarca (bandiera) | C     | Jeppe Laursen           |
| 11 | Norvegia (bandiera)  | D     | Trace Murray            |
| 13 | Norvegia (bandiera)  | P     | Trym Ring Strandberg    |
| 14 | Norvegia (bandiera)  | D     | Christoffer Dalen       |

| N. |                                 | Ruolo | Calciatore                |
| -- | ------------------------------- | ----- | ------------------------- |
| 15 | Bosnia ed Erzegovina (bandiera) | D     | Edo Čolić                 |
| 16 | Norvegia (bandiera)             | C     | Magnus Johannessen        |
| 17 | Senegal (bandiera)              | A     | Ibrahima Dramé            |
| 18 | Norvegia (bandiera)             | A     | Andreas Skattum Nordby    |
| 21 | Norvegia (bandiera)             | A     | Daniel Østebø             |
| 22 | Albania (bandiera)              | C     | Kujtim Ismajli            |
| 23 | Norvegia (bandiera)             | C     | Sivert Nilsen Bukten      |
| 24 | Norvegia (bandiera)             | D     | Sivert Øverby             |
| 27 | Norvegia (bandiera)             | A     | David Ehren Taraldsen     |
| –– | Norvegia (bandiera)             | C     | Martin Bisgaard Thomassen |
| –– | Norvegia (bandiera)             | A     | Thomas Evjen              |